# Болдирєв Анатолій Сергійович
Анатолій Сергійович Болдирєв (26 серпня 1909, місто Твер, тепер Російська Федерація — 1 червня 2001, місто Москва, тепер Російська Федерація) — радянський діяч, голова Державного комітету Ради міністрів РРФСР у справах будівництва, міністр промисловості будівельних матеріалів РРФСР, керуючий справами РНК РРФСР. Депутат Верховної ради РРФСР 4-го скликання. 

## Життєпис
Народився в родині інженера.
У 1931—1932 роках працював на цементних заводах «Красный строитель», Муромському, «Красный Октябрь», «Большевик», Брянському.
У 1932—1937 роках — старший інженер «Союзцементу» Головцементу Народного комісаріату важкої промисловості СРСР.
У 1937—1939 роках — керівник групи науково-дослідних робіт Головцементу Народного комісаріату важкої промисловості СРСР.
У 1939 році закінчив силікатне відділення Московського політехнічного технікуму імені Леніна.
У 1939—1940 роках — заступник головного інженера Головсхідцементу Народного комісаріату промисловості будівельних матеріалів СРСР; начальник Відділу Головсхідцементу Народного комісаріату промисловості будівельних матеріалів СРСР.
У 1940—1941 роках — старший інженер Економічної ради Ради народних комісарів (РНК) СРСР. 
Член ВКП(б) з 1941 року.
З початку німецько-радянської війни до жовтня 1941 року служив добровольцем у Червоній армії.
У жовтні 1941 року відкликаний з фронту та призначений в Управління справами РНК РРФСР, де займався евакуацією низки установ та підприємств із Московської області та Ленінграда. У 1942 році — в групі уповноваженого Державного комітету оборони СРСР у Ленінграді.
У 1942—1943 роках — начальник групи інженерного озброєння РСЧА Управління справами РНК СРСР.
У 1943—1946 роках — керуючий справами РНК РРФСР.
У 1946—1948 роках — помічник заступника голови Ради міністрів СРСР Олексія Миколайовича Косигіна.
У 1948—1953 роках — заступник міністра фінансів СРСР.
1953 року закінчив Московський заочний інститут будівельних матеріалів.
15 червня 1953 — 29 травня 1957 року — міністр промисловості будівельних матеріалів Російської РФСР.
У 1957—1959 роках — заступник голови Науково-технічного комітету Ради міністрів РРФСР.
У 1959 — 28 березня 1963 року — 1-й заступник голови Державного комітету Ради міністрів РРФСР у справах будівництва.
28 березня 1963 — 16 липня 1964 року — голова Державного комітету Ради міністрів РРФСР у справах будівництва.
У 1964—1965 роках — 1-й заступник голови Державного комітету промисловості будівельних матеріалів Ради міністрів СРСР.
У 1965—1981 роках — 1-й заступник міністра промисловості будівельних матеріалів СРСР.
У 1979—1984 роках — член Комітету з Ленінських та Державних премій СРСР. Брав активну участь у роботі науково-технічних рад різних центральних відомств, був почесним членом Всесоюзного хімічного товариства імені Менделєєва, багато років обирався членом президії та членом правління цього товариства. Працював у редколегії журналу «Будівельні матеріали» та «Гірничої енциклопедії», автор або співавтор більш ніж 120 статей та книг.
З 1981 року — персональний пенсіонер союзного значення в Москві.
Помер 1 червня 2001 року в Москві, похований на Новодівичому цвинтарі Москви.

## Нагороди
- орден Жовтневої Революції
- орден Вітчизняної війни ІІ ст.
- чотири ордени Трудового Червоного Прапора
- орден «Знак Пошани»
- 14 медалей
- Премія Ради Міністрів СРСР (1979)